# Erebia semigrisea
Erebia semigrisea är en fjärilsart som beskrevs av Cabeau 1927. Erebia semigrisea ingår i släktet Erebia och familjen praktfjärilar. Inga underarter finns listade i Catalogue of Life.